# Влахомихалис
Вижте пояснителната страница за други личности с името Влахомихалис.
Михалис Влахос или Влахомихалис (на гръцки: Βλαχομιχάλης) или Йеро Влахос (Γερο-Βλάχος, тоест Старият Влахос) е гръцки революционер, участник в Гръцката война за независимост.

## Биография
Влахомихалис е роден в 1778 година в халкидическата македонска паланка Йерисос, тогава в Османската империя, заради което носи и прозвището Йерисиотис (Ιερισσιώτης), тоест Йерисовски. При избухването на Гръцкото въстание взима участие в сраженията на Халкидическия полуостров заедно със синовете си Атанасиос и Константинос. След потушаването на въстанието в Македония, бяга в Южна Гърция и участва в Битката при Врисакия на Евбея през юни 1822 година. Подобно на много други македонци получава прякора Олимпиос (Ολύμπιος). Сражава се срещу Махмуд Драмали паша в Пелопонес под командването на Илия Мавромихалис и участва в боевете при Неокастро и Схинолакос, когато Ибрахим паша нахлува в Пелопонес. Сражава се и при Аталанти срещу Ибрахим Пасомбей. След освобождението на Гърция влиза в армията.